# Szent Balázs-templom (Vodnjan)
A vodnjani Szent Balázs-templom Horvátországban az Isztria megyei Vodnjan város római katolikus plébániatemploma. Méretei alapján az egész Isztriai-félsziget legnagyobb szakrális épülete.

## Fekvése
A templom Vodnjan belterületének központi részén, a Župni téren található. A tér domináns épülete.

## Története
A templomot 1761 és 1830 között építették a régi templom helyén. Különálló harangtornya 63 méter magas, 1815 és 1883 között építették. A mai templom helyén valószínűleg már a 11. században háromhajós kora román bazilika épült. Ez az épület a 18. század közepére olyan állapotba került, hogy az 1757-es egyházlátogatás után Balbi pólai püspök megtiltotta a használatát.  Három évi vita és előkészítés után végül a velencei Andrea Palladio által tervezett velencei San Pietro di Castello bazilika mintájára felépítendő új templom építése mellett döntöttek. A templom alapkövét 1761. február 15-én rakták le. Az építés menetét Domenico Dongetti építészmérnök felügyelte, aki 1777-ben Piranból Vodnjanba költözött. A templomot Szent Balázs ünnepén 1830. február 3-án vehették birtokba a hívek, felszentelése 1831-ben történt.

## Leírása
A templom észak-déli tájolású, latin kereszt alaprajzú. Hosszúsága 56 méter, szélessége 35 méter, a kupola magassága 25 méter. A belső teret falazott oszlopok és íves árkádok osztják három hajóra. A kereszthajó, a kórus és a szentély oszlopfői korinthoszi, a hajók oszlopfői toszkán stílusúak. A kilenc veronai, carracai és francia márványból faragott oltár a 19. és a 20. században készült, a tizedik a zsinati, szembemiséző oltár. A templomot díszítő 13 festmény a 16. és a 18. század között készült. A legrégibb szakrális tárgy a szentolaj tartója 1451-ben készült. Az apszistól balra volt a régi sekrestye, amelyre 1818-ban emeletet húztak Gaetano Gresler akadémiai festő műterme számára, aki Velencéből költözött ide. A sekrestyében őrizték a város statutumát is. Alatta sírbolt található ahol a plébánosokat és a Legszentebb Oltáriszentség testvériségének tagjait temetik el. A templom homlokzatán öt természetes nagyságú szobor látható: középen Szent Balázs, tőle jobbra Szent Lőrinc és Szent Péter, balra pedig Szent Kvirin és Szent Pál található. A szobrokat Andrea és Giovanni Trevisan faragták. A templom keleti oldalán raktár volt, melyet 1972-ben pasztorális célra alakítottak át. Oltárképei közül említésre méltó a Szent József oltár a Szent családot, valamint három kapucinus szentet ábrázoló képe a 17. századból.
A főoltár carracai márványból készült az ismert itáliai építész F. Forlani tervei szerint 1935-ben. A rajta álló két angyalszobor Francesco Terili itáliai mester munkája 1616-ból. Ugyanebből az időből származik az oltárt díszítő két barokk váza is. Értékes még a fekete márványól készített Szent Joachim és Szent Anna oltár azonos témájú képe Venerio Trevisan munkája a 17. századból, mely a korábbi lebontott templomból került át ide. A szószéket Giovanni dalla Zonca készítte 1845-ben. A templom legértékesebb képe kétségkívül Paolo Veneziano 1321-ben festett Boldog Leon Bembot ábrázoló munkája, ma az egyházi gyűjtemény kiállításán látható. A szentély bal oldalán őrzik Giovanni Contarini 1598-ban festett „Utolsó vacsora” című képét. A szentély jobb oldalán Venerio Trevisan „Krisztus átadja a hatalmat Péternek” című 1845-ben festett alkotása látható. A szentély hátsó részén található Vodnjan védőszentjeit, Szent Balázst, Lőrincet és Kvirint felettük az Istenanya ábrázolásával szintén a régi templomból származik.A főoltár mögött Gaetano Grezler 1818-ban festett Szűz Mária képe látható. A jobb oldalon ismeretlen mester „Szent Ferenc találkozása Szent Péterrel és Pállal” a régi kapucinus templomból való. 
A bal oldali hajóban a bejárat feletti régi sekrestyében (ma itt van egyházi szakrális gyűjtemény) őrzik az „Emmauszi vacsora” 17. századi ábrázolását. A szószékkel szemben található a „szeplőtelen fogantatás” ábrázolása, valamint a még a templomban látható Menekülés Egyiptomba 17. századi velencei alkotás. A templomban őrzött ereklyék: Szent Leon Bembo, Olini Szent János, Szent Nikoloze Bursa bencés apát teljes testereklyéi és emellett néhány kisebb ereklyét is őriznek.  A szarkofágban fekvő múmiák nincsenek balzsamozva, ennek ellenére meglepően jó állapotban maradtak fenn. A szakrális egyházi tárgyak gyűjteményét 1984-ben alapította Vesna Girardi Jurkić a pólai Isztria régészeti múzeum akkori igazgatója. Az egykori sekrestyében 179 értékes relikviát, olajképet, régészeti és liturgiai tárgyat helyeztek el. A gyűjtemény 1990-ben az emeleten nyitott részében 534 tárgyat állítottak ki. Itt főként könyvek, kéziratok, olajfestmények, festett faszobrok láthatók. A gyűjtemény az 5. századtól a 19. századig terjedő időszakot öleli fel.